# Хорхе Полар
Хорхе Полар Варгас (ісп. Jorge Polar Vargas, 21 квітня 1856 Арекіпа, Перу — 6 червня 1932 Арекіпа, Перу) — перуанський державний, політичний і дипломатичний діяч, поет, прозаїк, педагог, ректор. Доктор наук.

## Життєпис
Навчався в університеті Сантьяго, потім в Національній школі американської незалежності (Арекіпа), заснованій Сімоном Боліваром. Продовжив навчання в університеті Сан-Агустін в Арекіпі, де в 1874 році отримав ступінь доктора права. Зайнявся адвокатською практикою. Пізніше відправився до Ліми, де закінчив факультет історії, філософії та філології в Національному університеті Сан-Маркос (1899).
Повернувшись до Арекіпи, викладав курс історії Перу в школах міста, Національній школі американської незалежності. Був призначений професором Університету Сан-Агустіна в Арекіпа, викладав давню літературу, історію Перу, сучасну філософію, а також історію мистецтва і естетики.
У 1896 році був призначений ректором Університету Сан-Агустін в Арекіпі, провів радикальну реформу університету (переобирався ректором в 1900, 1904, 1916 і 1920 роках).
З молодого віку займався журналістикою, був публіцистом, редактором кількох друкованих видань.
З 1899 по 1907 рр. обирався депутатом від провінції Кайлома.
З 24 вересня 1904 року по 19 листопада 1906 року — міністр юстиції в уряді Х. Пардо-і-Барреда. Здійснив радикальні реформи в області права і освіти Перу. Заснував Національний і Історичний інститути Перу.
У 1907—1916 роках — член Вищої суду Ліми.
У 1919 році він був повноважним послом Перу на Кубі.

## Творчість
Автор віршів, романів, робіт в області філософії, естетики, літературознавства.
Серед його творів:
- Biografía de don Juan Manuel Polar (1886)
- Estudios Literarios (1886), эссе.
- Algo en Prosa (1887), эссе.
- Poesías (1887)
- Lucía и Carta a Julia (1887), поэзия.
- Blanca (1888), роман.
- Arequipa (1891, 1892, 1958), социологические исследования о его родном городе.
- Filosofía Ligera (1895)
- Estrofas de un Poema (1896), поэзия.
- Estética (1903)
- En la Universidad (1904)
- Confesión de un Catedrático (1925)
- Nuestro Melgar (1928), эссе.
- Introducción al Estudio de la Filosofía Moderna (1928)